# Les Lunaisiens

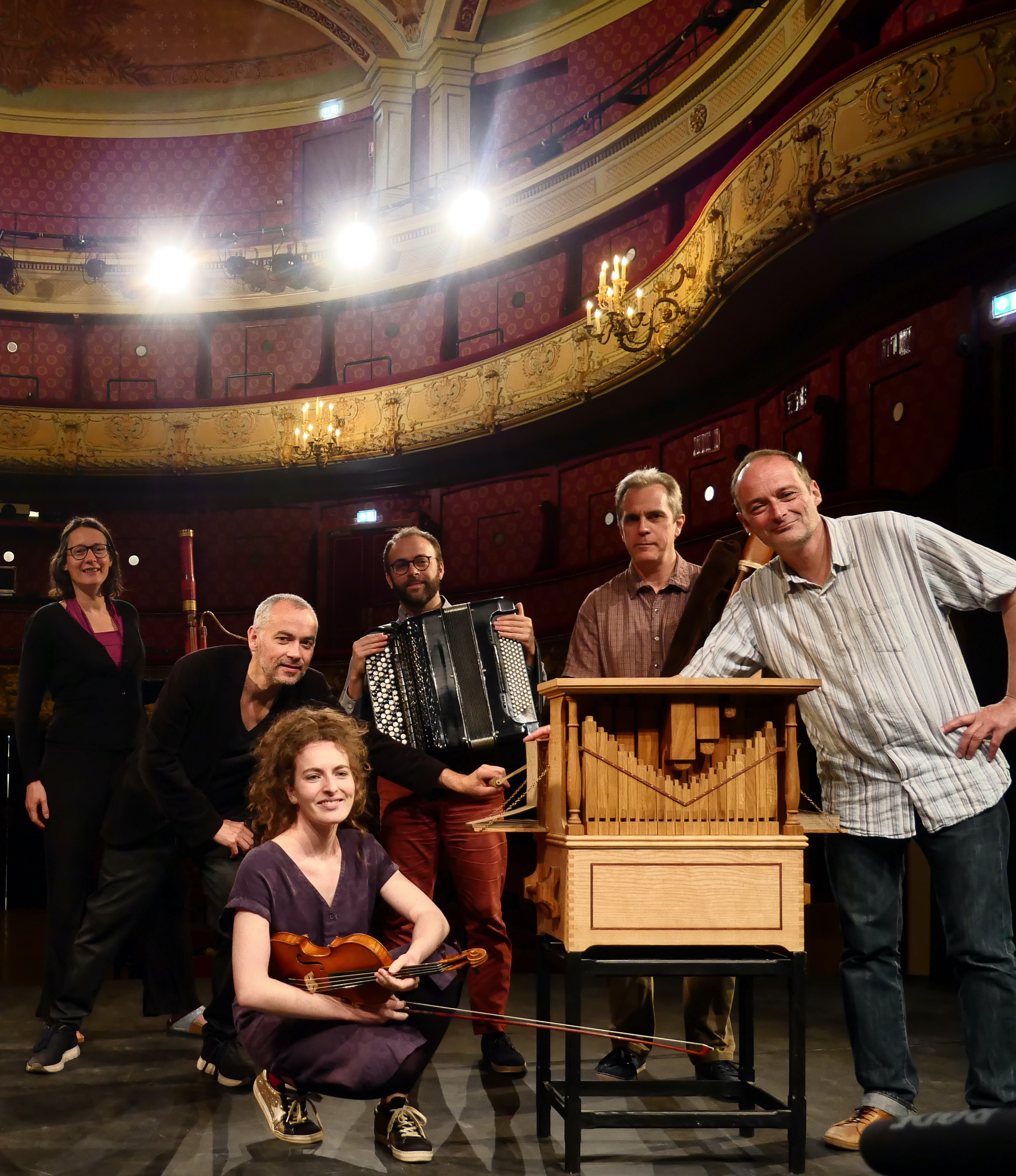
Les Lunaisiens dans la grande salle du Moulin à Café (Saint-Omer)

Les Lunaisiens est un ensemble vocal et instrumental spécialisé dans le répertoire de la chanson historique et populaire française. 
Il est dirigé par le baryton Arnaud Marzorati.

## Présentation
L'ensemble Les Lunaisiens s’appuie sur un vivier d'instrumentistes et de chanteurs baroques et classiques, qui mettent en avant des formes originales d'interprétation, utilisant notamment l'arrangement et l'improvisation. Dédié à sa création aux chansons des XVIIe et XVIIIe siècles, le répertoire des Lunaisiens est désormais ouvert aux œuvres des XIXe, XXe et XXIe siècles. L'ensemble, associé à La Barcarolle - EPCC spectacle vivant audomarois, est basé à Saint-Omer (Pas-de-Calais).

## Missions et productions
Arnaud Marzorati mène un travail de recherche pour recréer des chansons populaires ou savantes allant des origines de la chanson à nos jours . Ce répertoire compose les programmes de concerts et spectacles construits sur des thèmes souvent historiques ou littéraires. Ils mettent également à l'honneur des chansonniers célèbres à leur époque comme Pierre-Jean de Béranger, Gustave Nadaud, Ange Pitou, Panard, Philippot le Savoyard ou Gaultier-Guarguille. Arnaud Marzorati présente la chanson à texte comme un « témoin du passé, commentateur d’une aventure humaine ». Une partie importante des productions des Lunaisiens est dédiée au jeune public. L'ensemble explore par ailleurs des formes populaires comme la parodie lyrique, le théâtre de la foire, le vaudeville, ou l'Opéra-comique.  
L'ensemble se produit dans les grandes salles de musique classique (Philharmonie de Paris, Radio France, Opéra-Comique, Théâtre des Bouffes du Nord , Arsenal de Metz etc.) ; dans les scènes nationales (Le Bateau-Feu à Dunkerque, l'Agora-Desnos, Scène Nationale d'Evry, etc.) ; à l’opéra (Opéra de Rouen, Angers-Nantes Opéra, etc.) et dans des musées (Invalides, Musée d’Orsay, Maison de Balzac, La Piscine de Roubaix etc.). En 2018 et 2019, l'ensemble est en résidence à La Cité de la Voix de Vézelay. À partir de 2019, Les Lunaisiens sont en résidence au Festival des Abbayes en Lorraine et à La Barcarolle, EPCC - Spectacle vivant audomarois. En septembre 2020, ils deviennent ensemble associé à La Barcarolle.

## Discographie
- Prévert-Kosma, Et puis après... (Alpha, 2005)
- Pierre-Jean de Béranger - Le Pape Musulman & autres chansons (Alpha, 2008)[20]
- Gustave Nadaud - La Bouche et l'Oreille (Alpha, 2010)[21]
- France 1789 / Révolte en musique d'un sans-culotte & d'un royaliste (Alpha, 2011)[22]
- Révolutions (Paraty, 2014)
- La complainte de Lacenaire (Paraty, 2015)
- Votez pour moi (Aparté, 2017)
- Les ballades de Monsieur Brassens (Muso, 2018)[2]
- Le Code de la Route - hommage à Boris Vian (Muso, 2020)